# 尾崎英雄
尾﨑 英雄（おざき ひでお、1951年8月27日 - ）は、日本の実業家。株式会社フジ・リテイリング代表取締役会長兼最高経営責任者、日本チェーンストア協会会長。

## 人物・経歴
愛媛県南宇和郡御荘町（現愛南町）生まれ。愛媛県立南宇和高等学校を経て、広島大学卒業。1976年フジ入社。2000年フジ四国開発部長。2001年フジ取締役四国開発部長。2003年フジ取締役執行役員開発担当。2005年フジ取締役常務執行役員フジグラン事業本部長。2006年フジ代表取締役社長。2018年フジ代表取締役会長兼CEO。少子高齢化が進む中イオンとの間で資本業務提携を締結するなどした。マックスバリュ西日本取締役、日本チェーンストア協会会長も務めた。